# Cimitero monumentale

Il cimitero monumentale di Staglieno nel 1883

Un cimitero monumentale è un tipo di complesso cimiteriale decorato da sepolture costituite da cappelle e monumenti nato in Europa durante l'Ottocento.

## Storia

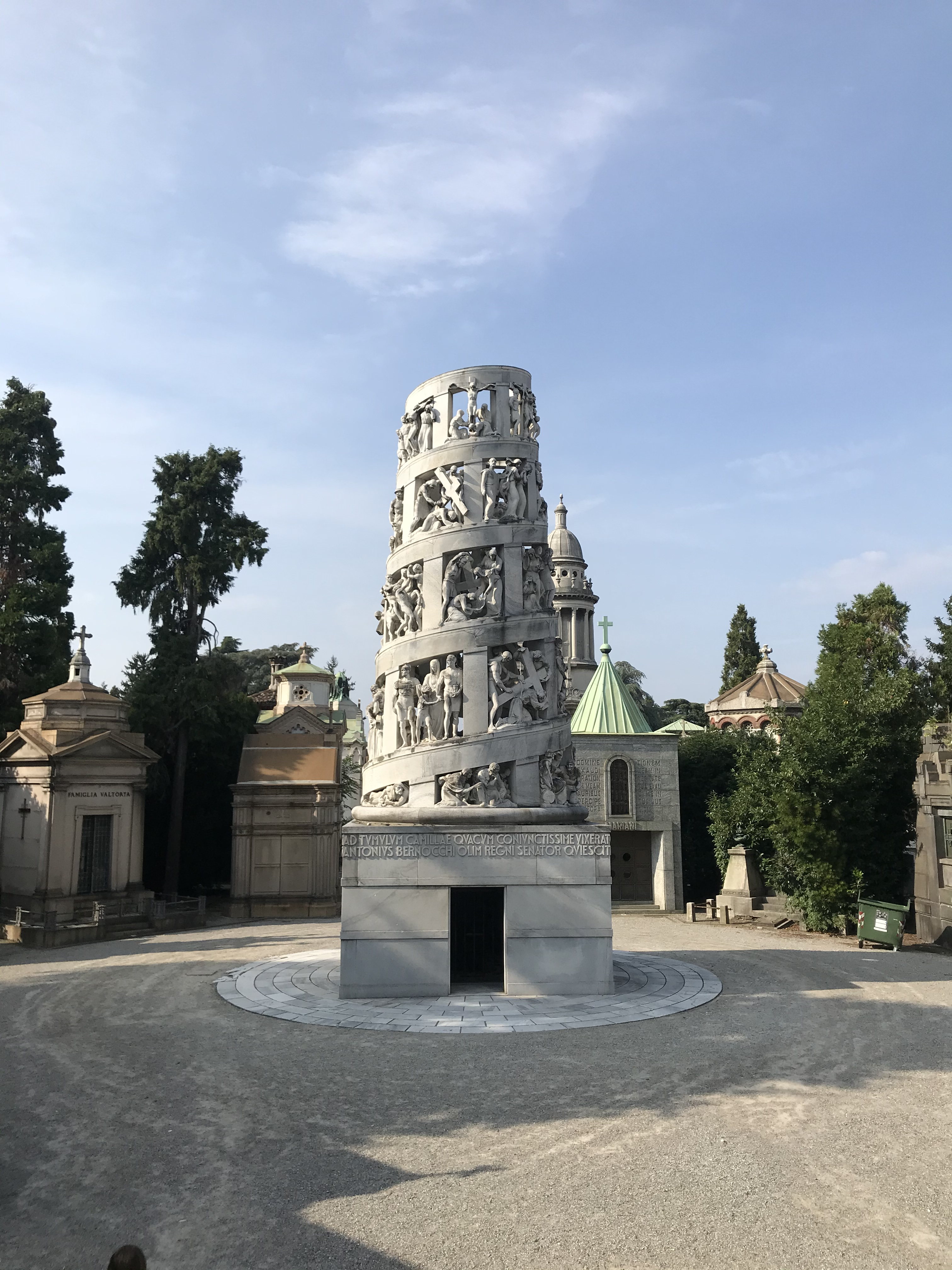
L'edicola Antonio Bernocchi del cimitero monumentale di Milano

Nel suo The Monumental Cemeteries of Prehistoric Europe (2005), l'archeologa Magdalena Midgley afferma che i primi cimiteri decorati da monumenti risalgono alla preistoria, ed erano decorati da imponenti e rudimentali strutture in pietra. Nonostante ciò, quelli che oggi prendono il nome di "cimiteri monumentali" emersero inizialmente in Francia durante la prima metà dell'Ottocento in concomitanza con la caduta dell'impero napoleonico. Infatti, con l'emanazione dell'editto di Saint Cloud del 1804 voluto da Napoleone Bonaparte, si era deciso di rendere quanto più sobrie possibile le tombe per una questione di uguaglianza (questo al fine di omaggiare gli ideali egualitari della rivoluzione francese), e di seppellire i defunti in fosse lontane dalle relative lapidi, che dovevano essere affisse solo sul muro di cinta (anche se ciò non valeva per i più ricchi, che erano soliti farsi seppellire nelle cappelle gentilizie delle loro dimore).
In seguito alla morte dell'imperatore còrso, e durante la Restaurazione, l'emersione della borghesia cittadina scalzò la vecchia nobiltà dai posti di potere, e dall'economia agricola che diventò industriale. Dal momento che i ricchi borghesi non potevano permettersi cappelle gentilizie in cui riposare, essi decisero di erigere monumenti senza limiti in cimiteri in cui prima era vietato farlo. Il Père-Lachaise di Parigi, eretto durante i primissimi anni del secolo, segnò l'atto di nascita dei cimiteri decorati da grandi sculture e monumenti. Oltre ad esso nacquero altri luoghi di sepoltura simili Oltralpe, così come in Austria, Irlanda, Spagna, Scandinavia ed Europa dell'Est, mentre, parallelamente, nascevano in Inghilterra e negli Stati Uniti i simili cimiteri rurali, che danno maggiore risalto al paesaggio e la cui estetica risente maggiormente l'influsso del giardino all'inglese. In Italia, che è il Paese in cui ne è presente in maggior numero in Europa, vennero costruiti il celebre Vantiniano di Brescia, il primo cimitero monumentale della storia dell'arte, il camposanto di Milano, quello del Verano a Roma, quello di Poggioreale a Napoli, quello di Pavia, quello di Palermo, considerato il primo esempio moderno in Europa, quello di Messina, e quello di Staglieno, considerato uno dei più importanti cimiteri monumentali al mondo. I cimiteri ottocenteschi divennero, per molti letterati e intellettuali, luoghi di contemplazione e riflessione sulla vita e sulla morte, così come sulla caducità e sull'oblio. Nei primi anni duemila nacquero delle associazioni mirate alla tutela e valorizzazione dei cimiteri monumentali. Un protocollo d'intesa del 2016 sottoscritto dal sottosegretario ai Beni Culturali Antimo Cesaro e il vicepresidente di Utilitalia Mauro d'Ascenzi definisce i cimiteri monumentali parte del patrimonio storico italiano.